# Daisy Cornwallis West
Daisy Cornwallis West, princesa de Pless (nacida Mary Theresa Olivia Cornwallis West; 28 de junio de 1873-29 de junio de 1943) fue un socialité y aristócrata británica esposa de Juan Enrique XV de Pless.

## Biografía
Cornwallis West nació en el castillo de Ruthin, Gales, como la hija de William Cornwallis West y Mary "Patsy" FitzPatrick. Su padre era bisnieto del conde de la Warr y su madre nieta del conde de Headford.
Sus hermanos George y Constance se casaron con Jennie Churchill, madre de Winston Churchill, y Hugh Grosvenor, duque de Westminster, respectivamente.
En 1891, se casó en la Abadía de Westminster, Londres, con la bendición de la reina Victoria, con Juan Enrique XV de Hochberg, príncipe de Pless, uno de los mayores herederos del Imperio alemán. Tuvieron tres hijos, Juan Enrique, Alejandro y Bolko. Tras su matrimonio Daisy se trasladó a Alemania convirtiéndose en una importante anfitriona en Silesia. En 1922, la pareja se divorció y su exesposo volvió a contraer matrimonio con la española Clotilde de Silva y Candamo (1898-1978), hija del marqués de Arcicóllar. El príncipe volvió a divorciarse y de Silva contrajo nuevas nupcias con su hijastro, el conde Bolko de Hochberg, hijo más joven de Daisy.
Durante la Primera Guerra Mundial, trabajó como enfermera de la Cruz Roja en trenes hospitales de la fronteras serbia, francesa y austriaca. En el período de Entreguerras, la princesa vivió en Múnich y temporalmente en la Costa Azul hasta que, en 1935, se volvió a establecer en el castillo familiar de Książ, Wałbrzych (Polonia). Después de su divorcio publicó una serie de memorias que fueron muy leídas en inglés, en Reino Unido y Estados Unidos, y alemán, en Centroeuropa. Al estallar la II Guerra Mundial, la princesa ayudó a la localidad de Wałbrzych, por lo que los nazis la deportaron y confiscaron Książ.
La princesa pasó los últimos años de su vida postrada en una silla de ruedas posiblemente por sufrir esclerosis múltiple y habría fallecido en junio de 1943. Aunque no se conoce exactamente la fecha de su muerte, de acuerdo con su nuera fue enterrada en el mausoleo de la familia en Książ. Tras la ocupación de Polonia por el Ejército Rojo, el mausoleo fue destruido al igual que su ataúd.

## Órdenes
- 20 de octubre de 1908: Dama de la Orden de las Damas Nobles de la Reina María Luisa.[1] (Reino de España)